# 정용섭
정용섭(1953년~)은 대한민국의 개신교 신학자이다.
현재 독립교회인 서울샘터교회 담임목사와 대구성서아카데미 원장으로도 활동하고 있다.

## 생애
1953년 서울특별시에서 출생하였다. 그 뒤 서울신학대학교를 졸업, 동 대학원에서 "한스 큉의 교회론"으로 문학석사학위를 취득하였다. 1983년부터 1985년까지 독일 쾰른 대학교와 뮌스터 대학교에서 수학하였고, 계명대학교 대학원에서 "판넨베르크의 계시론"으로 신학박사를 취득하였다. 현재 샘터교회 담임목사이자 대구성서아카데미 원장이다.

## 신학
한국교회사에서 최초의 설교비평을 시도, 기독교 사상에 설교비평기사를 연재하였다. 이러한 시도는 설교비평의 새로운 장을 열었다는 평가와, 반면에 그의 성서관이나 비평방식에 문제점이 있다는 비판도 있다.

## 저서
- 말씀신학과 역사신학 (한국신학연구소)
- 믿음으로 본 세상 (대장간)
- 세상 인간 하나님 (쿰란출판사)
- 세계구원 교회구원 (쿰란출판사)
- 기독교를 말한다 (한들출판사)
- 땅과 하늘 (대구성서아카데미)
- 사랑 사람 삶(대구성서아카데미)
- 법과 자유(대구성서아카데미)
- 속 빈 설교 꽉 찬 설교 (대한기독교서회)
- 설교와 선동 사이에서 (대한기독교서회)
- 설교의 희망과 절망 (대한기독교서회)
- 기독교가 뭐꼬?(대구성서아카데미)
- 설교집1 - 그 날이 오면(대구성서아카데미)
- 설교집2 - 하나님의 얼굴(대구성서아카데미)
- 세상은 마술이다(대구성서아카데미)
- 설교란 무엇인가(홍성사)
- 주기도란 무엇인가(홍성사)

## 역서
- 땅은 하나님의 것이다 (도르레 죌레, 한국신학연구소)
- 에큐메니칼 교회사3 (레이문트 콧체, 한국신학연구소)
- 사도신경해설 (판넨베르크, 한들출판사)
- 신학과 철학 (판넨베르크, 한들출판사)
- 여기 계신 하나님 (판넨베르크, 대구성서아카데미)
- 판넨베르크의 조직신학1(공역, 은성출판사)
- 믿음의 기쁨 (판넨베르크, 대구성서아카데미)
- 칼 바르트의 신학묵상(칼 바르트, 대한기독교서회)